# 1-Click
1-Click, também chamado de um clique ou um clique de compra, é a técnica que permite clientes realizarem compras on-line, com um único clique, tendo as informações de pagamento necessárias para completar a compra, sido indicado pelo usuário anteriormente. Mais especificamente, permitir a compra de um produto on-line sem ter que usar software de carrinho de compras. Em vez de introduzir manualmente faturamento e informações de envio para uma compra, o usuário pode usar um clique de compra para usar um endereço e número de cartão de crédito pré-definido para comprar um ou mais itens.

## Patentes
O United States Patent and Trademark Office (USPTO) registrou a patente em setembro de 1999, Amazon.com também é proprietária da marca "1-Click".
Em 12 de maio de 2006, o USPTO pediu um reexame da patente "One-Click", com base num pedido apresentado por Peter Calveley. Peter Calveley citado como uma patente anterior de e-commerce.
Em 9 de Outubro de 2007, o USPTO emitiu uma ação no reexame que confirmou a patenteabilidade das reivindicações 6 a 10 da patente. [4] O examinador de patentes, no entanto, rejeitou reivindicações 1 a 5 e 11 a 26. Em novembro de 2007, Amazon.com respondeu que altera as reivindicações mais amplas (1 e 11) para restringi-los a um modelo de carrinho de compras de comércio. Eles também apresentaram várias centenas de referências para o examinador a considerar. Em março de 2010, a patente reexaminado e modificado foi permitido. In March 2010, the reexamined and amended patent was allowed.
Na Europa, um pedido de patente do 1-Click foi arquivado com o Instituto Europeu de Patentes, mas negou. Uma patente foi concedida em 2003, mas revogada em 2007. Contrariamente a esta declaração, esta patente aparece de estar em vigor em Itália, França e Alemanha e, foi recentemente revogada no Reino Unido.
No Canadá, o Tribunal Federal do Canadá decidiu que a patente 1-Click não poderia ser rejeitada como um método de negócio puro, uma vez que teve um efeito físico. O Tribunal reenviou o aplicativo para o escritório de patentes canadense para um reexame.

## Licenciamento
- Apple Inc.

Amazon.com em 2000 licenciou 1-Click a Apple, para uso em sua loja online. A Apple posteriormente adicionou 1-Click à iTunes Store e iPhoto.
- Barnes & Noble

Amazon entrou com uma ação de violação de patente em Outubro de 1999 em resposta a Barnes & Noble, oferecendo uma opção de encomenda 1-Click chamado de "Expresso Lane." Depois de analisar as provas, um juiz emitiu uma liminar ordenando Barnes & Noble para parar de oferecer esse serviço até que o caso seja resolvido. Barnes & Noble tinha desenvolvido uma maneira de projetar em torno da patente, exigindo que os compradores a fazer um segundo clique para confirmar a sua compra. A ação foi estabelecido em 2002. os termos do acordo, incluindo ou não a Barnes & Noble tomou uma licença para a patente ou pago algum dinheiro para a Amazon, não foram divulgados.
Em resposta à ação judicial, a Free Software Foundation pediu um boicote da Amazon.com. O boicote foi levantado em Setembro de 2002.